# Army One

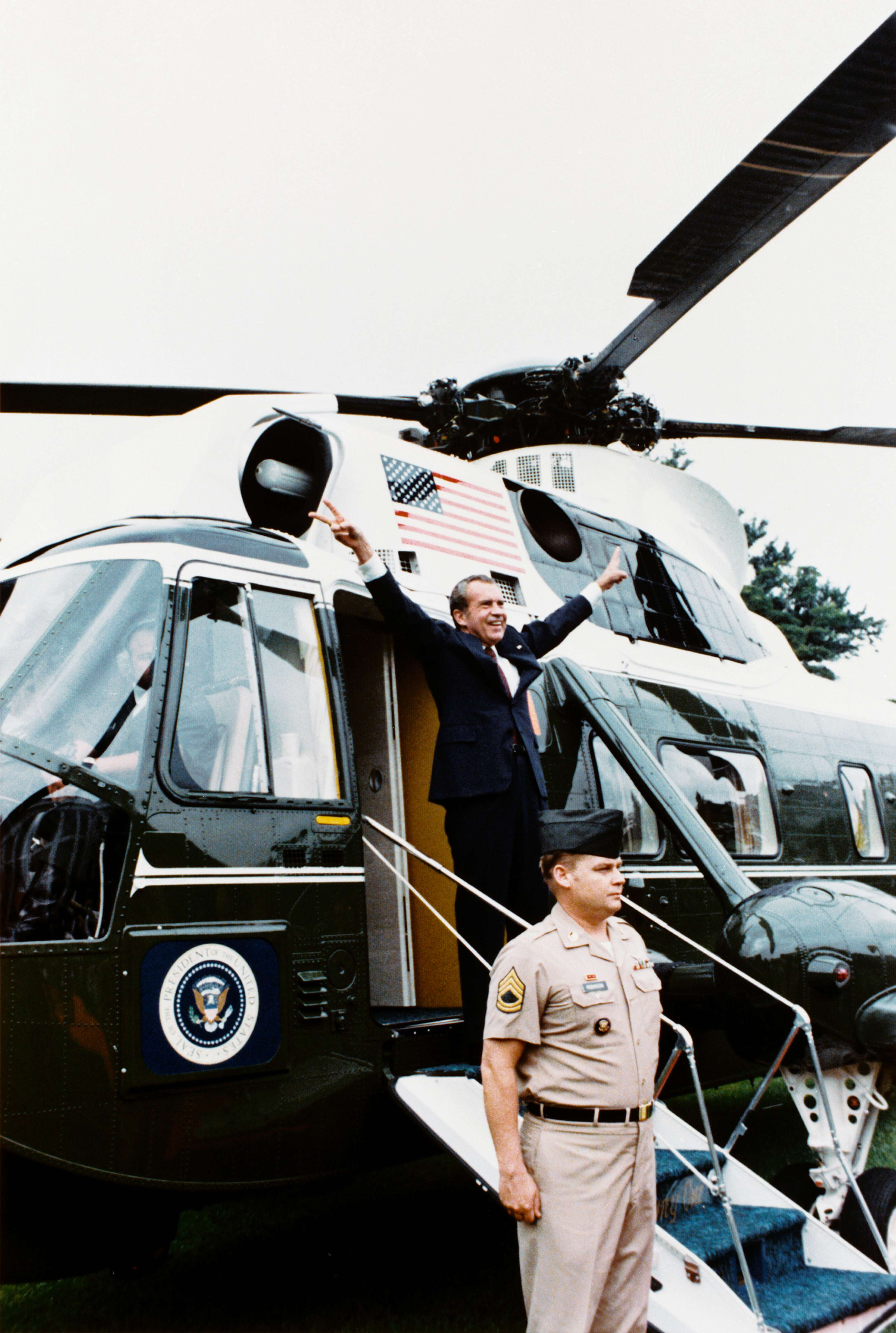
Nixon geeft het V-teken

Army One is het callsign voor elk vliegtuig of helikopter van de United States Army met de President van de Verenigde Staten aan boord. Voor 1976 was de verantwoordelijkheid voor het helikoptertransport van de president verdeeld tussen het leger en de United States Marine Corps, totdat het Marine Corps alleen de verantwoordelijkheid kreeg voor het transport van de president per helikopter.
Een beroemde foto van de Army One is genomen op 9 augustus 1974, toen President Richard Nixon zijn beroemde V-teken gaf, nadat hij was afgetreden in verband met het Watergateschandaal.
Overal waar Army One heen vliegt wordt het opgewacht door ten minste één soldaat in volledig ceremonieel uniform.
Een toestel van de US Army met de vicepresident aan boord heeft de aanduiding Army Two.

Army One ·

Air Force One ·

Navy One ·

Marine One ·

Coast Guard One ·

Executive One